# Cymru Alliance 1998–99
Cymru Alliance 1998–99 là mùa giải thứ chín của Cymru Alliance kể từ khi thành lập năm 1990. Đội vô địch là Flexsys Cefn Druids.

## Bảng xếp hạng
| XH | Đội                     | Tr | T  | H  | T  | BT  | BB | HS  | Đ  | Lên hay xuống hạng           |
| -- | ----------------------- | -- | -- | -- | -- | --- | -- | --- | -- | ---------------------------- |
| 1  | Flexsys Cefn Druids (C) | 30 | 22 | 3  | 5  | 105 | 36 | +69 | 69 | Lên chơi tạiLeague of Wales  |
| 2  | Rhydymwyn               | 30 | 17 | 6  | 7  | 66  | 36 | +30 | 57 |                              |
| 3  | Flint Town United       | 30 | 14 | 6  | 10 | 60  | 44 | +16 | 48 |                              |
| 4  | Oswestry Town           | 30 | 15 | 3  | 12 | 67  | 53 | +14 | 48 |                              |
| 5  | Glantraeth              | 30 | 13 | 7  | 10 | 57  | 47 | +10 | 46 |                              |
| 6  | Cemaes Bay              | 30 | 12 | 9  | 9  | 53  | 48 | +5  | 45 |                              |
| 7  | CPD Porthmadog          | 30 | 12 | 7  | 11 | 52  | 49 | +3  | 43 |                              |
| 8  | Welshpool Town          | 30 | 11 | 9  | 10 | 47  | 39 | +8  | 42 |                              |
| 9  | Llandudno               | 30 | 11 | 7  | 12 | 49  | 48 | +1  | 40 |                              |
| 10 | Lex XI                  | 30 | 11 | 7  | 12 | 48  | 62 | −14 | 40 |                              |
| 11 | Holyhead Hotspur        | 30 | 11 | 6  | 13 | 49  | 62 | −13 | 39 |                              |
| 12 | Denbigh Town            | 30 | 11 | 4  | 15 | 52  | 65 | −13 | 37 |                              |
| 13 | Ruthin Town             | 30 | 7  | 15 | 8  | 36  | 37 | −1  | 36 |                              |
| 14 | Buckley Town            | 30 | 9  | 6  | 15 | 48  | 75 | −27 | 33 |                              |
| 15 | Brymbo Broughton        | 30 | 8  | 7  | 15 | 28  | 43 | −15 | 31 |                              |
| 16 | Mostyn Town             | 30 | 1  | 8  | 21 | 26  | 99 | −73 | 11 | Xuống chơi tạiWelsh Alliance |

Nguồn: Cymru Alliance
Quy tắc xếp hạng: 1. Điểm; 2. Hiệu số bàn thắng; 3. Số bàn thắng.
*Oswestry Town bị trừ 12 điểm
(VĐ) = Vô địch; (XH) = Xuống hạng; (LH) = Lên hạng; (O) = Thắng trận Play-off; (A) = Lọt vào vòng sau. 
Chỉ được áp dụng khi mùa giải chưa kết thúc: 
(Q) = Lọt vào vòng đấu cụ thể của giải đấu đã nêu; (TQ) = Giành vé dự giải đấu, nhưng chưa tới vòng đấu đã nêu.